# Vyvěračka

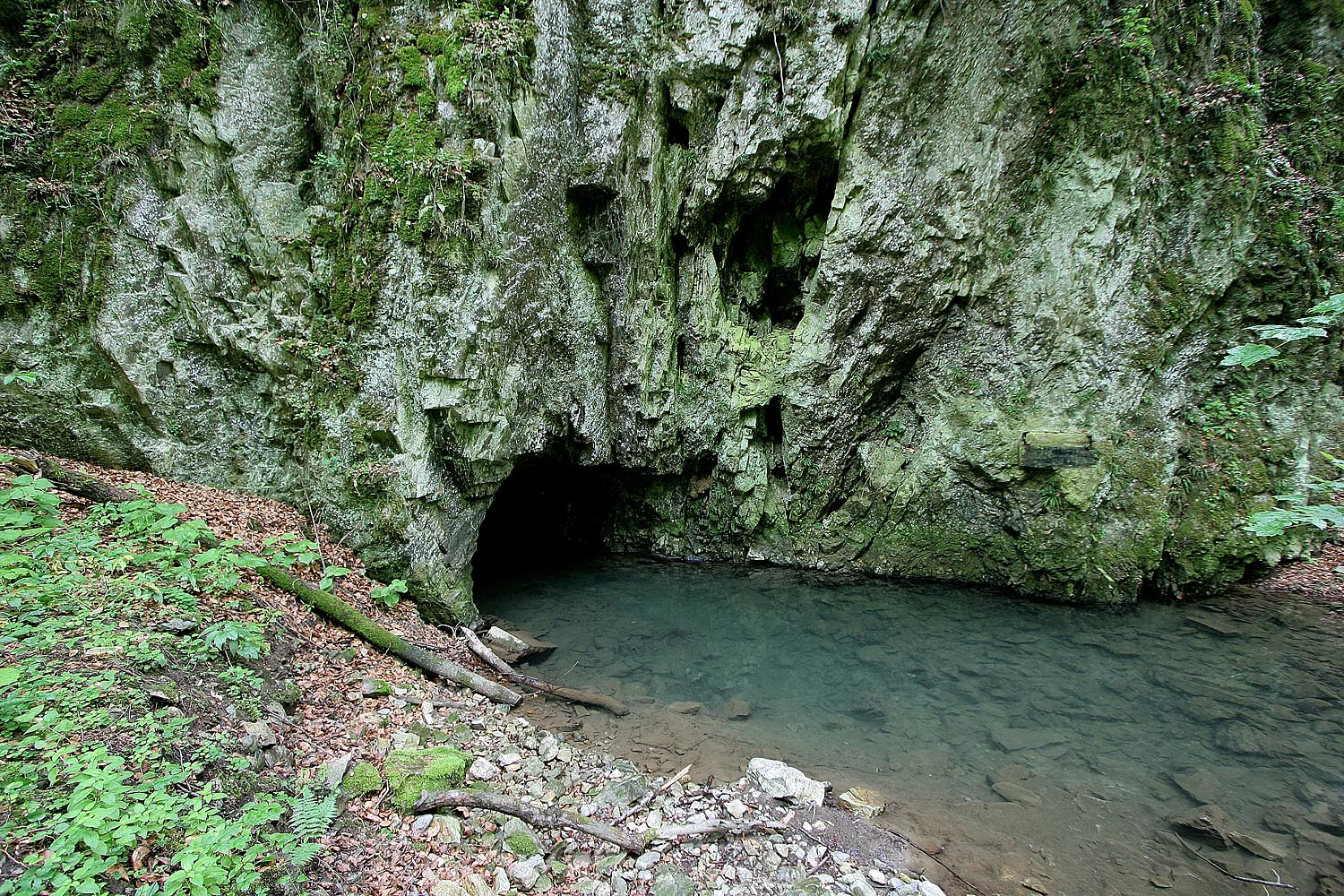
Vývěry Punkvy

Vyvěračka je místo, kde podzemní vodní tok ústí (vyvěrá) na povrch. Vyvěračka se obvykle nachází v krasových oblastech. Naopak místo, kde se povrchový tok zanořuje do podzemí, se nazývá ponor či propadání.
Pro vyvěračky se používá též termín vývěr, který však má obecnější význam a lze jím označit jakýkoliv pramen. 